# 18969 Valfriedmann
18969 Valfriedmann este un asteroid din centura principală de asteroizi.

## Descriere
18969 Valfriedmann este un asteroid din centura principală de asteroizi. A fost descoperit pe 29 august 2000 la Socorro, New Mexico, în cadrul proiectului LINEAR. Asteroidul prezintă o orbită caracterizată de o semiaxă mare de 2,29 ua, o excentricitate de 0,09 și o înclinație de 2,8° în raport cu ecliptica.